# (29177) 1990 RF7
(29177) 1990 RF7 là một tiểu hành tinh vành đai chính. Nó được phát hiện bởi Henri Debehogne ở Đài thiên văn La Silla ở Chile ngày 13 tháng 9 năm 1990.